# The Virginian Lynchburg
The Virginian Lynchburg est un hôtel américain situé à Lynchburg, en Virginie. Ouvert en 1913, cet établissement d'Hilton Hotels & Resorts est membre des Historic Hotels of America et des Historic Hotels Worldwide depuis 2018.